# Championat der Vaterpferde in Frankreich

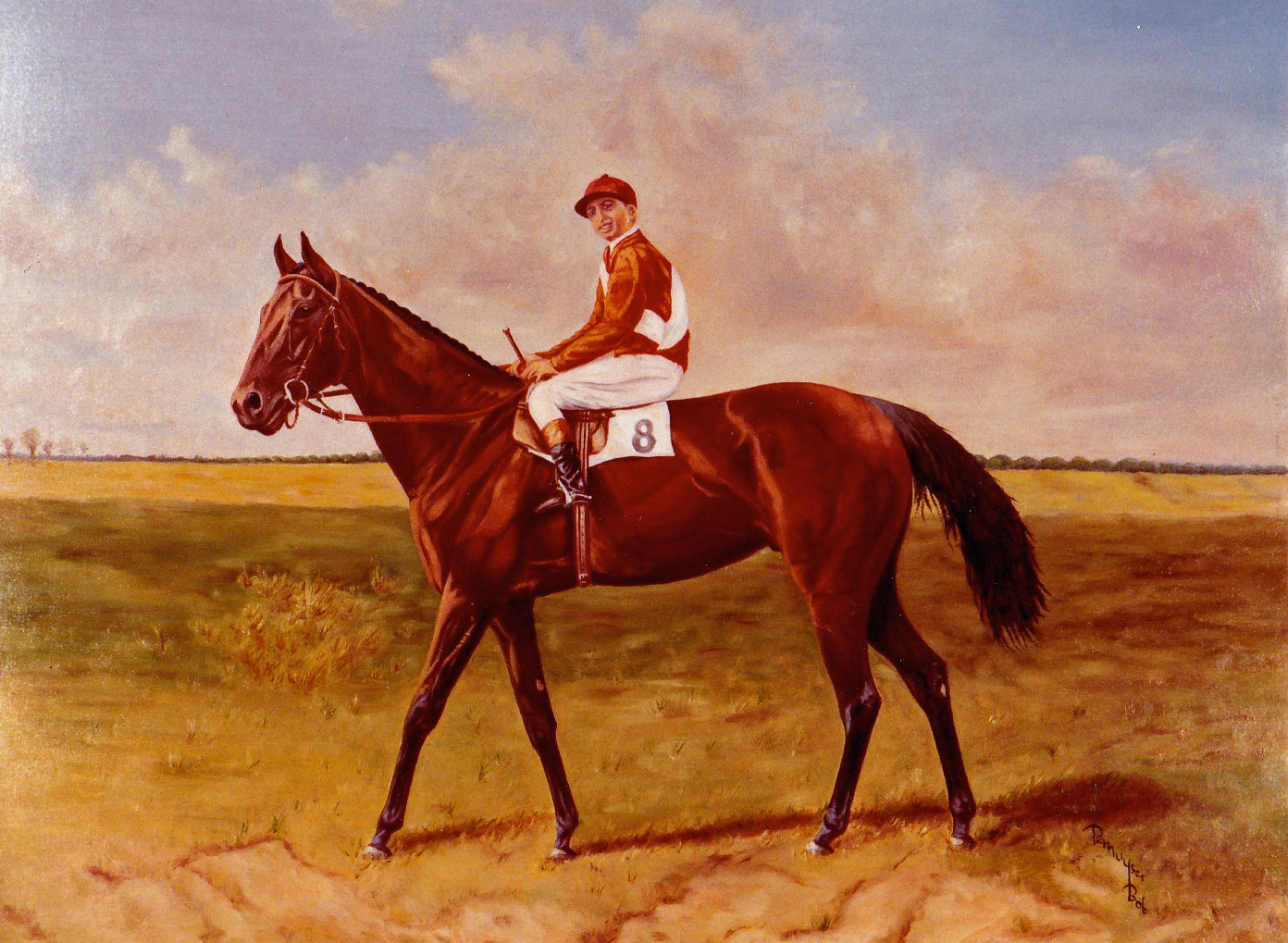
Prince Rose, Champion 1946, Gemälde von Bob Demuyser (1920–2003)

Das Championat der Vaterpferde in Frankreich (franz. Tête de liste des étalons) ist eine jährliche Auszeichnung für den erfolgreichsten Rennpferdvater.
Für jeden Deckhengst wird die Gewinnsumme seiner Söhne und Töchter im zurückliegenden Jahr ermittelt. Es zählen Preisgelder, welche die Söhne und Töchter in Flachrennen in Frankreich gewonnen haben.

## Liste der Champions
Champion-Vaterpferde im französischen Galopprennsport waren folgende englischen Vollblut-Hengste:
| - 1901 – The Bard - 1902 – Omnium II - 1903 – Le Sancy - 1904 – Flying Fox - 1905 – Flying Fox - 1906 – Le Sagittaire - 1907 – Perth - 1908 – Perth - 1909 – Rabelais - 1910 – Simonian - 1911 – Perth - 1912 – Simonian - 1913 – Flying Fox - 1914 – Prestige - 1915 – - 1916 – Sans Souci II - 1917 – Maintenon - 1918 – - 1919 – Rabelais - 1920 – Alcantara II - 1921 – Bruleur - 1922 – Sardanapale - 1923 – Teddy - 1924 – Bruleur - 1925 – Sans Souci II - 1926 – Rabelais - 1927 – Sardanapale - 1928 – Alcantara II - 1929 – Bruleur - 1930 – Kircubbin - 1931 – Ksar - 1932 – Massine - 1933 – Apelle - 1934 – Asterus - 1935 – Blandford - 1936 – Fiterari - 1937 – Mon Talisman - 1938 – Bubbles - 1939 – Vatout - 1940 – Tourbillon - 1941 – Biribi - 1942 – Tourbillon - 1943 – Pinceau - 1944 – Pharis - 1945 – Tourbillon - 1946 – Prince Rose - 1947 – Goya II - 1948 – Goya II - 1949 – Djebel - 1950 – Deux Pour Cent - 1951 – Prince Bio - 1952 – Fair Copy - 1953 – Sayani - 1954 – Sunny Boy - 1955 – Admiral Drake - 1956 – Djebel - 1957 – Tifinar - 1958 – Vieux Manoir - 1959 – Vandale - 1960 – Prince Chevalier - 1961 – Wild Risk - 1962 – Tantième - 1963 – Le Haar - 1964 – Wild Risk - 1965 – Tantième - 1966 – Sicambre - 1967 – Prince Taj - 1968 – Prince Taj - 1969 – Snob - 1970 – Sheshoon - 1971 – Traffic - 1972 – Sanctus - 1973 – Val de Loir - 1974 – Val de Loir - 1975 – Val de Loir - 1976 – Luthier - 1977 – Caro - 1978 – Lyphard - 1979 – Lyphard - 1980 – Riverman - 1981 – Riverman - 1982 – Luthier - 1983 – Luthier - 1984 – Luthier - 1985 – Crystal Palace - 1986 – Arctic Tern - 1987 – Nureyev - 1988 – Kenmare - 1989 – Kenmare - 1990 – Saint Cyrien - 1991 – Green Dancer - 1992 – Fabulous Dancer - 1993 – Sadler’s Wells - 1994 – Sadler’s Wells - 1995 – Highest Honor - 1996 – Fairy King - 1997 – Nureyev - 1998 – Linamix - 1999 – Sadler’s Wells - 2000 – Highest Honor - 2001 – Danehill - 2002 – Highest Honor - 2003 – Darshaan - 2004 – Linamix - 2005 – Montjeu - 2006 – Dansili - 2007 – Danehill - 2008 – Zamindar - 2009 – Cape Cross - 2010 – King’s Best - 2011 – Lomitas - 2012 – Poliglote - 2013 – Motivator - 2014 – Dansili (2) - 2015 – Dubawi - 2016 – Galileo (1) - 2017 – Nathaniel (1) - 2018 – Nathaniel (2) - 2019 – Galileo (2) - 2020 – Siyouni (1) - 2021 – Siyouni (2) - 2022 - Frankel (1) - 2023 - Cracksman (1) |

 Frankreich